# Johann Fischer von Tiefensee

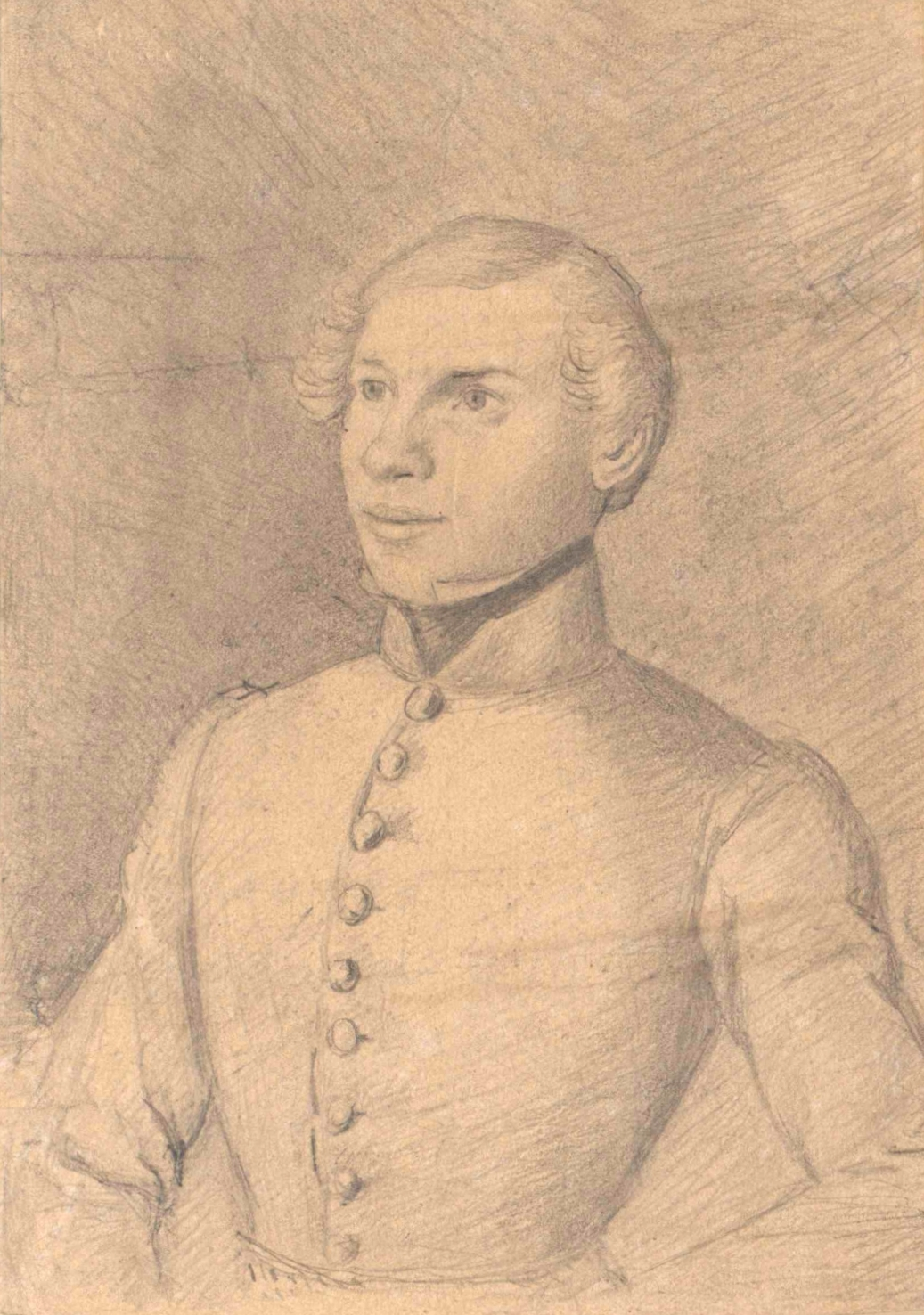
Johann von Fischer-Tiefensee

Johann Fischer von Tiefensee (* 16. Mai 1772 in Budweis; † 21. April 1831 in Prag) war ein österreichischer Generalmajor.

## Leben
Johann Fischer wurde 1820 geadelt und Anfang 1828 vom Oberst zum Generalmajor befördert. Er war Offizier im österreichischen Infanterie-Regiment Nr. 25 von Trapp. Zuletzt war er Brigadier in Josefstadt in Böhmen.
Er war der Vater der Sängerin Charlotte von Tiefensee.